# Gra (unitat de massa)
Un  gra  (símbol:  gr ) és la mínima unitat de massa en el sistema anglès de mesures. Es considera amb el mateix valor en qualsevol país anglosaxó. En anglès es denomina grain.
S'utilitza per estimar amb més sensibilitat i precisió la poca massa de petits objectes (medicaments, drogues, bales, petites peces de joieria, etc.)

## Història
El gra va ser el fonament legal de  traditional English weight systems, i és l'única unitat que és igual al  troy, avoirdupois i sistema d'apotecaris de massa. :C-6 La unitat es va basar en el pes d'un gra d'ordi, considerat equivalent a 1 1⁄3 grans de blat. :95 La unitat fonamental del sistema de pes anglès anterior a 1527 conegut com Tower weights, era un tipus diferent de gra conegut com el "gra de blat". El gra de blat de la torre es va definir exactament com 45⁄64 d'un gra troy. :74

## Equivalències
Un gra equival a 0,06479891 grams (64,79891 mil·ligrams) i també a:
- 0,03657142857148 dracmes avoirdupois
  - 0,0166666666666666 dracmes troy
  - 0,0166666666666666 dracmes farmacèutiques
- 0,0022857142857143 unces avoirdupois
  - 0,00208333333333333 unces troy
  - 0,00208333333333333 unces farmacèutiques
- 0,00014285714285714 lliures avoirdupois
  - ,000173611111111111 lliures troy
  - ,000173611111111111 lliures farmacèutiques

Finalment:
- 7000 grans equivalen a una lliura avoirdupois.
  - 5760 grans equivalen a una lliura troy.
  - 5760 grans equivalen a una lliura farmacèutica.

A Catalunya antigament s'utilitzava una unitat anomenada també  gra, que equivalia a 49,914 mil·ligrams.